# Manhã Submersa (filme)
Manhã Submersa é um filme português de drama e ficção de Lauro António, baseado em uma adaptação do romance homónimo de Vergílio Ferreira. A obra traça o retrato de uma época e de um país em que jovens de fracos recursos, procurando melhorar o seu estatuto social pela educação, se veem forçados a entrar para um seminário.
Estreou nos cinemas Quarteto e Cinebloco, em Lisboa, a 13 de junho de 1980. Existe uma versão televisiva do filme em quatro episódios, transmitida em Portugal pela RTP2 entre 25 de outubro de 1979 e 15 de novembro de 1979, às quintas-feiras às 22 horas e 30 minutos, incluindo uma introdução e um debate, transmitidos, respetivamente, a 18 de outubro de 1979 e 22 de novembro de 1979.

## Sinopse
A experiência desencantada de um jovem seminarista, vindo da aldeia e de modestas origens, sob a protecção de uma senhora austera que, assim, se propõe arrancá-lo a um ambiente de miséria e ignorância. Sem vocação, António cederá à subtil prepotência de D. Estefânia, sacrificando-se pela promoção social da família» Citação: José de Matos-Cruz em O Cais de Olhar do Olhar, ed. Cinemateca Portuguesa, 1990.

## Elenco
- Eunice Muñoz, como D. Estefânia
- Vergílio Ferreira, como Reitor
- Canto e Castro, como Padre Tomás
- Jacinto Ramos, como Padre Martins
- Carlos Wallenstein, como Padre Lion
- Joaquim Manuel Dias, como António
- Miguel Franco, como O capitão
- Maria Olguim, como Joana
- Adelaide João, como Mãe de António
- Joaquim Rosa, como Padre Alves
- Alexandra Prado Coelho, como Mariazinha
- Rui Luís, como 'Tio Gorra
- Mário Botas, como Pároco
- Fátima Murta, como Aldeã
- Jorge Vale, como Padre Fialho
- José Camacho Costa, como Padre Pita
- António Santos, como Padre Cunha
- Manuel Cavaco, como Criado
- José Severino, como Dr. Alberto
- Maria de Lurdes Martins, como Caroiina
- António Marques Silvestre, como Mão Negra
- Bruno Beltrão, como Gaudêncio
- Vítor Candeias, como Gama
- Carlos Alberto Macedo, como Amílcar
- Luís Almerindo da Silva, como Florentino
- Hugo Martins Ferreira, como Peres
- Carlos Manuel Silva, como Taborda
- Rui de Oliveira Duarte, como Tavares
- Figuração : povo de Linhares (Serra da Estrela)

## Minissérie
Para além da versão para cinema, Manhã Submersa conta com uma outra versão mais longa para televisão, no formato de minissérie com quatro episódios, que foi exibida na RTP2 a partir de 18 de outubro de 1979, na faixa horária das 22h30.

### Lista de episódios
| Episódios | Episódios            | Transmissão original  | Transmissão original   | Dia da semana |
| Episódios | Episódios            | Estreia               | Final                  | Dia da semana |
| --------- | -------------------- | --------------------- | ---------------------- | ------------- |
|           | 4 +Introdução+Debate | 18 de outubro de 1979 | 22 de novembro de 1979 | Quinta-feira  |

Abaixo, estão listados os episódios da minissérie Manhã Submersa.
| #                     | Título      | Argumento     | Realização    | Transmissão Original   |
| --------------------- | ----------- | ------------- | ------------- | ---------------------- |
| 0                     | Introdução  | Lauro António | Lauro António | 18 de outubro de 1979  |
| Apresentação.         |             |               |               |                        |
|                       |             |               |               |                        |
| 1                     | O Seminário | Lauro António | Lauro António | 25 de outubro de 1979  |
|                       |             |               |               |                        |
| 2                     | As Férias   | Lauro António | Lauro António | 1 de novembro de 1979  |
|                       |             |               |               |                        |
| 3                     | O Regresso  | Lauro António | Lauro António | 8 de novembro de 1979  |
|                       |             |               |               |                        |
| 4                     | A Fuga      | Lauro António | Lauro António | 15 de novembro de 1979 |
|                       |             |               |               |                        |
| -                     | Debate      | Lauro António | Lauro António | 22 de novembro de 1979 |
| Debate sobre o filme. |             |               |               |                        |

## Enquadramento histórico
Manhã Submersa, com outros filmes portugueses do mesmo ano (Cerromaior (filme), de Luís Filipe Rocha, A Culpa, de António Vitorino de Almeida, Verde por Fora, Vermelho por Dentro, de Ricardo Costa, Oxalá de António Pedro Vasconcelos, Kilas, o Mau da Fita, de José Fonseca e Costa e o documentário Bom Povo Português, de Rui Simões marcam uma viragem importante na história do cinema português e inauguram uma «década de ouro».
Esse processo de renovação foi iniciado na década anterior com a Revolução dos Cravos, mas só em 1980 alcança expressão significativa. Trata-se de filmes inovadores, quer como obras de conteúdo político, sem se deixarem classificar como cinema militante, quer como experiências formais que rompem com a tradição anterior ao Novo Cinema português, em cuja continuidade se afirmam.
De notar, e falta explicar por que motivo isso sucedeu, que quatro dos cineastas fortes desse ano (Lauro António, Vitorino d'Almeida,  Ricardo Costa e Rui Simões) ficariam impedidos de filmar por largos anos devido à recusa de atribuição para projectos seus dos financiamentos oficiais que mantêm vivo o cinema português (entrevista com Lauro António no jornal Correio da Manhã de 12 de setembro de 2004).

## Festivais e prémios
- 1980  - 9.º Festival Internacional de Cinema da Figueira da Foz, prémio CIDALC (Centre pour la difusion des arts et des lettres par le cinéma)
- 1980 - Festival de Valência, menção especial
- 1980 - Festival de Moscovo, menção especial
- 1981 – 31.º Festival Internacional de Cinema de Berlim  (Filmmesse, - de 14 a 19 de Fevereiro : destaque para o cinema português)